# Hukeri
Hukeri är en ort i Indien.   Den ligger i distriktet Belgaum och delstaten Karnataka, i den sydvästra delen av landet, 1 400 km söder om huvudstaden New Delhi. Hukeri ligger 652 meter över havet och antalet invånare är 20 824.
Terrängen runt Hukeri är platt, och sluttar söderut. Runt Hukeri är det tätbefolkat, med 397 invånare per kvadratkilometer. Närmaste större samhälle är Sankeshwar, 13,2 km väster om Hukeri. Trakten runt Hukeri består till största delen av jordbruksmark.